# Erlang (jednotka)
Erlang (zkratka Erl[zdroj⁠?!]) je bezrozměrná jednotka používaná původně v telefonii pro stanovení provozního zatížení. Nyní se používá v celé oblasti telekomunikací. Je pojmenována po dánském inženýru Agnerovi Krarupovi Erlangovi.
Provozní zatížení o velikosti jednoho erlangu vypovídá o nepřetržitém obsazení právě jednoho přenosového kanálu. Protože se ale tento provoz sleduje vždy za nějakou časovou periodu (v telekomunikační technice za 15 minut), jde vlastně o průměrnou obsazenost přenosových kanálů za tuto periodu. Provoz o velikosti jednoho erlangu tak vygeneruje například jeden hovor trvající po celou sledovanou dobu nebo dva hovory o poloviční délce.
Provozní zatížení je základním údajem pro dimenzování všech druhů telekomunikačních zařízení a tras. Již ve třicátých letech minulého století byl například samozřejmou součástí všech automatických telefonních ústředen registrační přístroj, který zapisoval průběh telefonního zatížení během dne - vznikal tzv. histogram. Z něj se poznalo, zda je ústředna poddimenzována, nebo předimenzována.
Sledování provozního zatížení je i dnes běžné - důvody nejsou ale ani tak technické, jako spíše ekonomické. Optimálně navržené telekomunikační zařízení má takovou kapacitu, aby bylo v provozní špičce využito přesně na 100% (takto přesně to ale nelze nikdy dosáhnout).